# Festungsaufzug

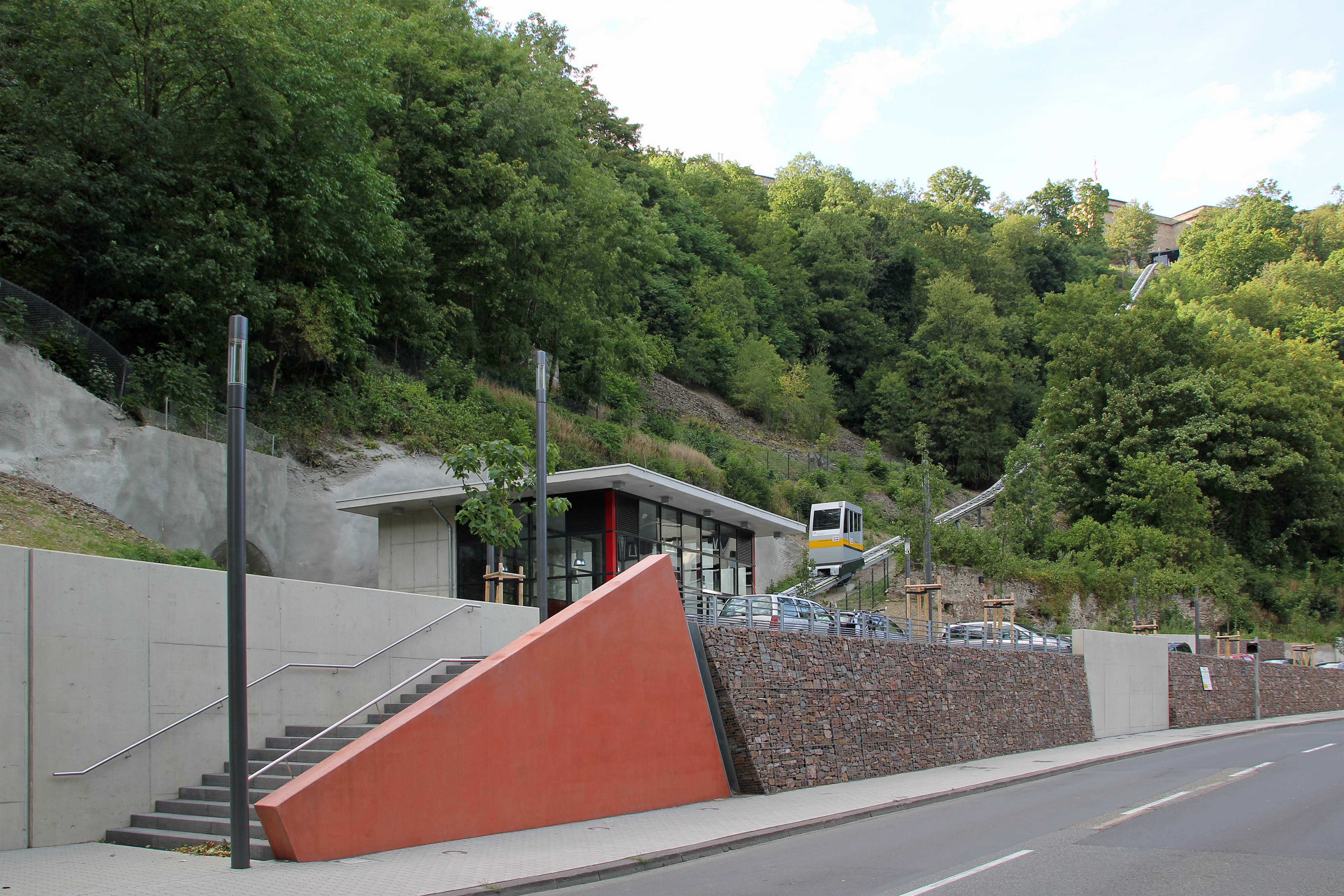
Der Festungsaufzug, im Vordergrund die Talstation

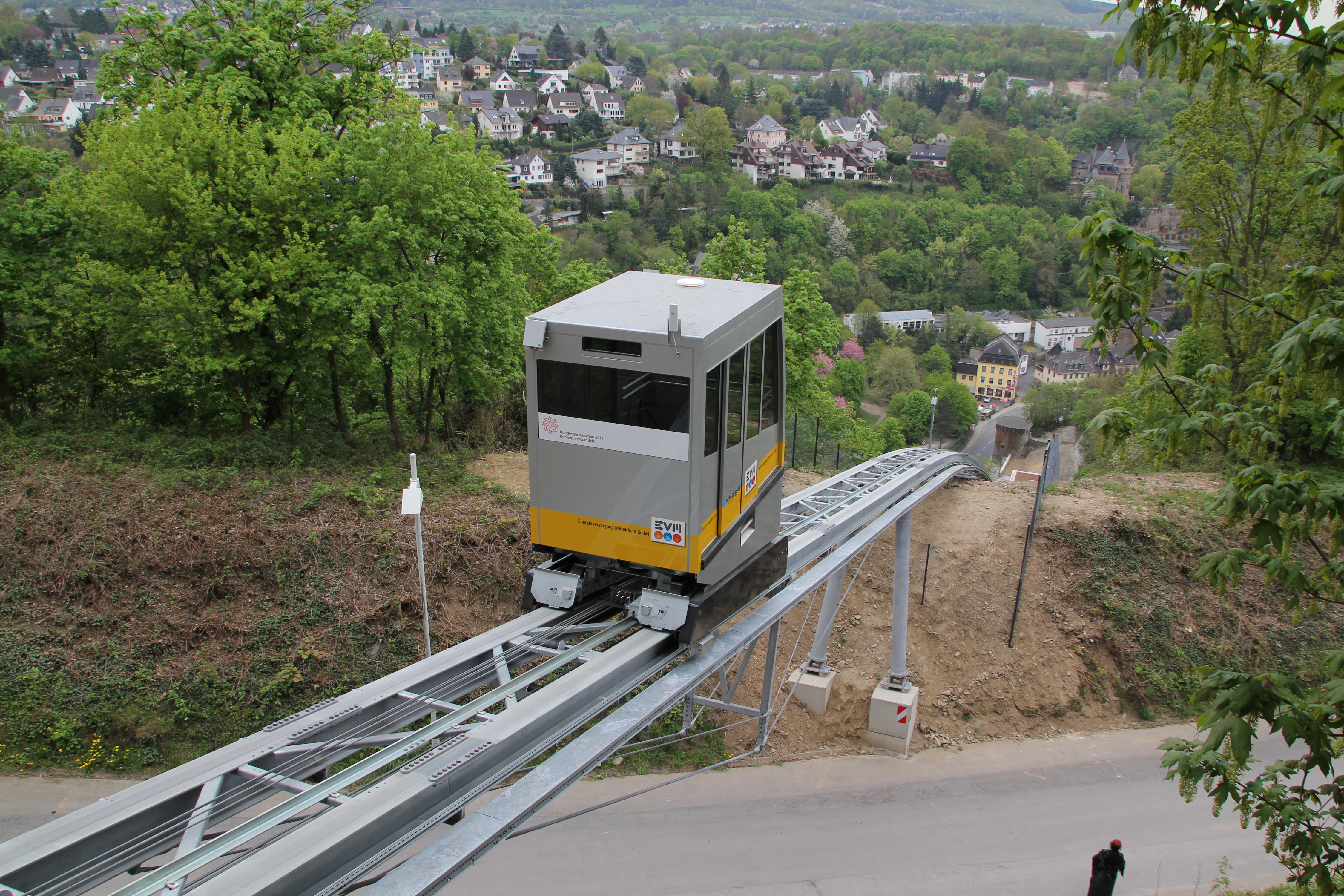
Der Festungsaufzug kurz vor der Einfahrt in die Bergstation (2011)

Der Festungsaufzug ist ein Schrägaufzug zur Festung Ehrenbreitstein in Koblenz. Er wurde 2011 eröffnet, liegt im Stadtteil Ehrenbreitstein und verbindet das Mühlental mit der Ostseite der Festung in Höhe von Großer Traverse und Festungskirche. Damit sind die Festung und die dortige Jugendherberge barrierefrei zugänglich. An gleicher Stelle verkehrte 1955–2009 die Sesselbahn Ehrenbreitstein.

## Geschichte
Der Festungsaufzug wurde anlässlich der Bundesgartenschau 2011 am 15. April 2011 nach zehnmonatiger Bauzeit in Betrieb genommen. Die Baukosten betrugen etwa 2,5 Mio. Euro, finanziert durch das rheinland-pfälzische Wirtschaftsministerium, die Sponsorengemeinschaft EVM/Thüga, die BUGA Koblenz 2011 GmbH und die Stadt Koblenz.
Vom linksrheinischen Koblenz aus ist das Felsplateau seit 2010 mit der Seilbahn Koblenz direkt zu erreichen. Dadurch wird der Festungsaufzug vom Touristenstrom entlastet. Die Hauptfunktion des Festungsaufzuges ist, Gästen der Jugendherberge auch mit schwerem Gepäck einen autofreien Zugang zur Festung zu ermöglichen.
Die Ehrenbreitsteiner Schrägaufzug GmbH wurde rückwirkend zum 1. Januar 2021 mit der Koblenzer Verkehrsbetriebe GmbH verschmolzen. Seit Dienstag, 24. August 2021, ist die koveb für den Betrieb des Festungsaufzugs verantwortlich. Seitdem tritt der Ehrenbreitsteiner Schrägaufzug unter dem Namen Festungsaufzug auf.

## Technische Daten

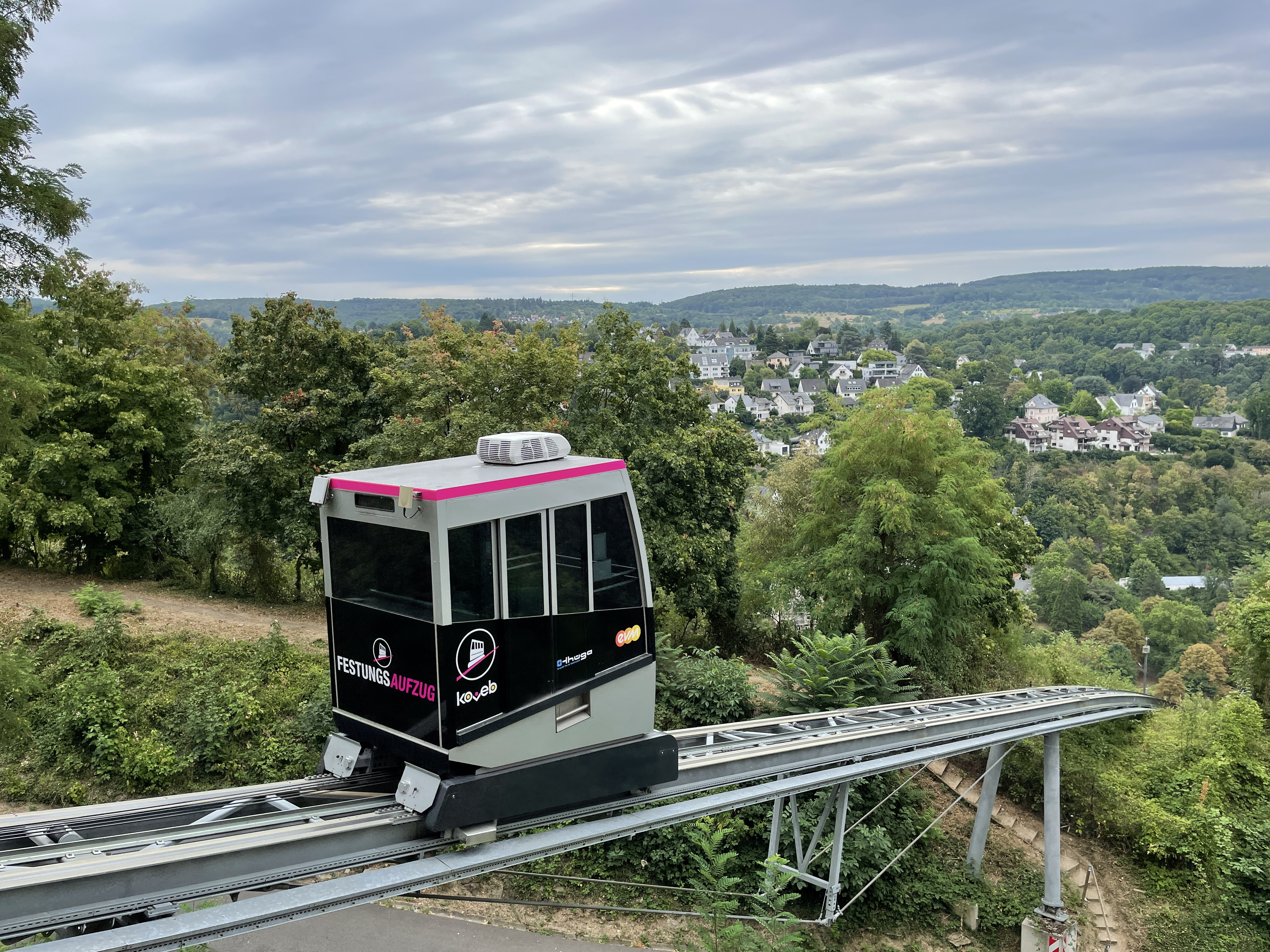
Festungsaufzug in Koblenz-Ehrenbreitstein im Sommer 2022

Der panoramaverglaste Schrägaufzug vom Typ Twinliner der österreichischen Firma ABS Transportbahnen GmbH (Doppelmayr-Gruppe) aus Wolfurt fasst 25 Personen bei einer Nutzlast von 1875 kg. Die Beförderleistung liegt bei etwa 240 Personen pro Richtung in der Stunde. Die Streckenlänge beträgt 260 m, die Höhendifferenz 94 m und die maximale Neigung 27 Grad. Die Fahrzeit in jede Richtung dauert etwa 3 Minuten bei einer Geschwindigkeit von 2 m/s (7,2 km/h).
Die Kabine fährt auf zwei Laufschienen, die auf Stützen mit einem Abstand von etwa 12 m stehen. Dabei ist sie an fünf Seilen angehängt, wobei zur Sicherheit bereits nur ein Seil die gesamte Last halten kann. Eine Fangbremse kann im Notfall auch ohne Stromversorgung die Kabine zum Stillstand bringen. Das Fahrwerk mit seitlichen Führungsrollen und Gegenrollen verhindert ein Anheben der Kabine von den Schienen. Die Türen sind mit baumustergeprüften Türverriegelungen ausgestattet.